# Хм
Хм (Х мурманский) — российский/советский паровоз типа 1-4-0. Паровозы выпускались американским заводом Porter (Портер) и в период интервенции американских войск в России (1918 год) попали на оккупированную Мурманскую железную дорогу. Известно, что на дороге эксплуатировались паровозы № 5703—5723 (выпущены в 1915 году) и № 5781—5800, 5808, 5809 (выпущены в 1916 году), то есть всего 43 паровоза. В 1920 году, после ухода оккупационных войск, паровозы перешли к Советской России в парк НКПС. Паровозам присвоили обозначение Хм, и продолжили использовать на Мурманской железной дороге для вождения грузовых поездов.
Хотя паровозы Хм не имели практически ничего общего, кроме осевой формулы и страны-изготовителя, с паровозами Х, ряд авторов (включая Ракова В. А.) учитывали эти две серии как одну. По этой причине дальнейшую судьбу паровозов Хм выделить весьма затруднительно. Известно , что в 1923 году на Мурманской железной дороге эксплуатировались 47 паровозов серий Х и Хм. Однако отсутствуют данные, были ли среди них паровозы Х, или все 47 относились к Хм, причём в последнем случае происхождение ещё как минимум 4 паровозов неясно.